# Moorleiche von Bunsoh
Die Moorleiche von Bunsoh ist eine eisenzeitliche Moorleiche, die 1890 im Moor auf dem Gebiet der Gemeinde Bunsoh bei Albersdorf im schleswig-holsteinischen Kreis Dithmarschen gefunden wurde. Die Überreste befinden sich in der Obhut des Archäologischen Landesmuseums Schloss Gottorf in Schleswig.

## Fund
Der Fundort liegt im Moor auf der Parzelle Nr. 60 des damaligen Besitzers Hans Hansen. Am 17. Mai 1890 stießen Torfarbeiter dort in einer Tiefe von etwa 100 cm auf senkrecht im Torf steckende Birkenpfähle. Darunter bemerkten sie Knochen und weitere lose Teile eines menschlichen Leichnams, die sie vorsichtig freilegten. Später legten sie noch weitere Knochen, angespitzte Pfähle und verkohltes Holz frei. Der in Albersdorf stationierte Gendarm ließ die Leichenteile in die Totenkammer des Albersdorfer Armenhauses bringen. Auf Anordnung des Landratsamtes führte der Kreismediziner Dr. Cold. im Beisein von Herrn Goos, einem Vorstandsmitglied des Dithmarsischen Museums, die amtliche Leichenschau durch. Da die an den Knochen haftenden Weichteile bereits in Fäulnis übergingen, wurden diese von den Knochen abgelöst und begraben.
Nach der Leichenschau gingen die Funde an das Dithmarsische Museum.
Fundort: 54° 9′ 10″ N, 9° 20′ 28″ O

## Befunde
Nach Aussage der Finder lag die Leiche in einer Schwarzmoorschicht, etwa 100 cm unterhalb der Mooroberfläche in West-Ost Ausrichtung. Der Kopf lag links neben dem Körper auf Schulterhöhe. Der Leichnam war mit einer Konstruktion aus Birkenpfählen umschlossen. Am Fuß- und Kopfende steckten je drei angespitzte Birkenpfähle mit einem Durchmesser von etwa 6,5 cm im Boden. Auf dem Körper lagen drei Pfähle parallel dazu. An den Seiten des Körpers befanden sich drei oder vier weitere Birkenstämme. Die Unterlage bildete eine Lage aus Birkenreisig. Diese Konstruktion hatte eine Länge von 190 bis 200 cm, eine Breite von etwa 60 und eine Höhe von etwa 90 cm. Nach Aussage der Finder wurden bereits früher angespitzte Baumstämme beim Torfstechen in der Nähe angetroffen.

### Anthropologische Befunde
Das Skelett der Leiche lag nicht mehr vollständig vor. An den erhaltenen Becken- und Extremitätenknochen hafteten noch größere Mengen Weichteile, die als Muskelmasse identifiziert wurden. Diese Weichteile wurden jedoch bereits bei der Leichenschau von den Knochen abgelöst und entsorgt, da sie zu faulen begannen. Die durch die Lagerung im sauren Moormilieu schwarzbraun gefärbten Knochen waren vollständig entkalkt, leicht biegbar und stark deformiert. Die Extremitäten lagen nicht mehr vollständig vor und waren aufgrund der Verwesung teilweise vom Rumpf gelöst. Mehrere Finger- und Zehennägel konnten geborgen werden.
Der Schädel war in mehreren Bruchstücken nur noch unvollständig erhalten und wurde neben der Schulter des Körpers aufgefunden. Die auffälligsten Bruchstücke waren der Unterkiefer, das linke Oberkieferbein mit Jochbein, ein hohler Backenzahn sowie die Schuppe und Warzenteil des linken Schläfenbeines. Der Schädel war am Hinterkopf durch einen massiven Schlag zertrümmert. Das Gehirn war noch als unförmige Masse erkennbar. An den Weichteilen der Schädelbruchstücke hafteten größere Büschel von etwa 10 bis 15 cm langen Haaren, die aufgrund der Einwirkung der Moorsäure eine bräunlich rote Färbung angenommen hatten.
Die Gesamtbetrachtung der bei der amtlichen Untersuchung vorliegenden Leichenteile ergab, dass es sich um einen mittelgroßen Erwachsenen in den mittleren Jahren handelte, dessen Geschlecht nicht sicher bestimmbar war.

### Kleidung

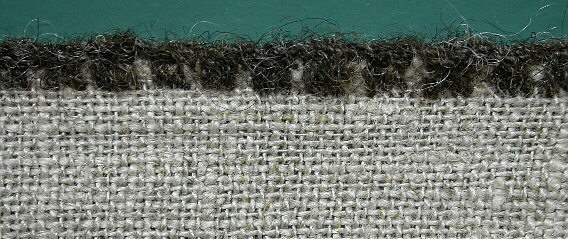
Saumnachbildung, Foto: Heinke Arnold

Bis auf ein gewirktes, etwa 59 cm langes Band aus bräunlicher Wolle, das sich im Halsbereich befunden haben soll, wurde keine Kleidung beobachtet. Die Herstellungsart und Verwendung dieses, in der textilarchäologischen Literatur als Halsschnur von Bunsoh genannten, Gewirkes war in der Wissenschaft lange Zeit unklar. Zunächst wurde sie als Würge- oder Knebelband gedeutet. Johanna Mestorf deutete es 1907 als ein textiles Schmuckhalsband. Erst 1941 gelang es Irmingard Fuhrmann den Fadenverlauf innerhalb des Gewirkes zu ermitteln und dieses nachzubilden. Heinke Arnold und Erika Drews wiesen nach, dass es sich um die Saumnaht eines im sauren Moormilieu vergangenen Leinenkittel handeln könnte.

### Todesursache
Die Todesursache war höchstwahrscheinlich der oder die massiven Schläge auf den Hinterkopf, die das Schädeldach zertrümmerten, sowie die anschließende Enthauptung. Ob weitere, zum Tode führende Handlungen an dem Menschen durchgeführt wurden, ließ sich an den sterblichen Überresten nicht ablesen.

### Datierung
Die ersten Datierungen als eisenzeitlich erfolgten aufgrund der vorliegenden Fundumstände wie der Moorbestattung und der Mehrfachtötung, diese wurde durch die textiltypologischen Einordnung der gefundenen Halsschnur auf ein Alter von 1400 Jahren erhärtet. Diese Datierung konnte in den 1990er Jahren durch eine, an drei Hautproben durchgeführte, 14C-AMS-Untersuchung bestätigt und in den Zeitraum zwischen 560 und 620 n. Chr. genauer eingegrenzt werden.

## Deutung
Die früher häufig geäußerte Vermutung, das Wollband im Halsbereich der Leiche diente zum Würgen, Knebeln oder Fesseln gilt mittlerweile als sicher widerlegt. Ebenso lässt sich die scheinbare Nacktheit der Leiche durch eine im sauren Moor vergangene Kleidung aus pflanzlichem Material erklären, von der als einziges die wollene Halseinfassung des Kittels erhalten blieb. Zwischen der scheinbaren Nacktheit besteht somit keine zwangsläufige Verbindung mit einer zusätzlichen an dem Toten durchgeführten Strafe oder Bußhandlung.
Allem Anschein nach wurde die Moorleiche von Bunsoh auf mehrfache Weise, durch Einschlagen des Schädels und Enthauptung, getötet. Möglicherweise wurden noch weitere Handlungen an dem Menschen durchgeführt, mit der Absicht seinen Tod herbeizuführen. Diese wurden entweder bei der Leichenschau nicht erkannt oder sind aufgrund des unzureichenden Erhaltungszustandes nicht mehr nachweisbar. Mehrfachtötungen – so genannte Overkills – sind bei zahlreichen weiteren Moorleichenfunden gut dokumentiert. Entsprechend dem aktuellen Forschungsstand entspringt diese Praxis einem Aberglauben, den Getöteten am Nachzehrer- oder Widergängertum zu hindern. Das Niederlegen des abgeschlagenen Kopfes neben der Schulter sollte möglicherweise ein Wiederanwachsen des Kopfes verhindern. Ebenso kann die kammerartige Konstruktion aus Birkenstämmen als Maßnahme gedeutet werden, den Toten in seinem Grab zu bannen.
Ob der Tote ein hingerichteter Verbrecher, ein Mord- oder Racheopfer war, ließ sich bislang nicht klären. Jedoch schien es den Bestattenden notwendig an dem Toten apotropäische Maßnahmen ausführen zu müssen.